# Habib Bellaïd
Habib Mohamed Bellaïd (arabisch حبيب بلعيد, DMG Ḥabīb Bilʿaid; * 28. März 1986 in Bobigny) ist ein ehemaliger französisch-algerischer Fußballspieler.

## Kindheit
Habib Bellaïd kam als Sohn einer algerischen Mutter und eines tunesischen Vaters 1986 im Pariser Vorort Bobigny zur Welt. Er wuchs auch an der Peripherie von Paris auf.

## Karriere

### Verein
Von 2005 bis 2008 spielte er bei Racing Straßburg. Zur Saison 2008/2009 wechselte Bellaïd nach dem Abstieg seiner Mannschaft für eine Ablösesumme von 2,5 Millionen Euro zu dem deutschen Bundesligisten Eintracht Frankfurt, wo er einen Vertrag bis 2012 erhielt und den Abwehrspieler Sotirios Kyrgiakos ersetzen sollte. Nachdem er unter dem Trainer Friedhelm Funkel trotz eher mäßiger Leistungen auf 22 Einsätze in der Bundesliga gekommen war, wurde er unter Funkels Nachfolger Michael Skibbe zu Beginn der Saison 2009/2010 nicht mehr eingesetzt.
Zum 1. September 2009 wurde Habib Bellaïd zunächst zurück an Racing Straßburg ausgeliehen. Dort überzeugte er und machte in der Ligue 2 auf sich aufmerksam. Daher wechselte er im Januar 2010 ebenfalls auf Leihbasis bis zum Saisonende an den damaligen Erstligisten US Boulogne. Mit dem Klub aus Boulogne-sur-Mer stieg er aus der Ligue 1 ab. Eintracht Frankfurt verlieh ihn am 31. August 2010 wieder, diesmal für ein Jahr an den französischen Zweitligisten Club Sportif Sedan Ardennes (CS Sedan).
Nach Ende des Leihvertrages am 30. Juni 2011 kehrte Bellaïd wieder zu der gerade in die 2. Bundesliga abgestiegenen Frankfurter Eintracht zurück, spielte aber unter Trainer Armin Veh keine Rolle in der ersten Mannschaft: Dort wurde er lediglich einmal eingewechselt. Mit Beginn der Saison 2012/2013 und nachdem sein Vertrag ausgelaufen war, unterschrieb er beim CS Sedan.
Nach dem Zwangsabstieg des CS Sedan in die CFA 2 (Gruppe B) zum Ende der Saison 2012/2013 wechselte Bellaïd im Sommer 2013 zum algerischen Erstligaclub MC Alger, der vom Schweizer Alain Geiger trainiert wurde.
in der Saison 2014/2015 spielte Bellaïd mit der Rückennummer 4 für den CS Sfax in der ersten Liga Tunesiens, der Nationale A. Nach Stationen bei Royal White Star Brüssel, Sarpsborg 08 FF und dem AC Amiens beendete er 2019 seine Karriere beim französischen Viertligisten CS Sedan.

### Nationalmannschaft
Bellaïd spielte 16-mal für die U-21-Auswahl Frankreichs. Mit dieser spielte er auch in der Qualifikation zur U-21-Fußball-Europameisterschaft 2009. Jedoch scheiterte man in den Play-offs an der U-21-Auswahl Deutschlands. Nach einem 1:1 im Hinspiel in Magdeburg scheiterte man im Rückspiel in letzter Minute mit 0:1. 2010 entschied er sich, zukünftig für Algerien zu spielen und nahm auch gleich an der WM 2010 teil.